# 10 cm Nebelwerfer 40
El 10 cm Nebelwerfer 40 (10 cm NbW 40) era un mortero pesado alemán empleado durante la Segunda Guerra Mundial.

## Historia y desarrollo
Al igual que el mortero M2 de 4.2 pulgadas estadounidense, fue ideado para disparar proyectiles químicos, ya sean de gas venenoso o fumígenos, así como proyectiles de alto poder explosivo. Fue un derivado de los prototipos de la Rheinmetall del Nebelwerfer 51 y 52 de fines de la década de 1930, que fueron intentos por desarrollar un mortero más preciso y con mayor alcance que el 10 cm Nebelwerfer 35. El NbW 40 es uno de los mejores ejemplos de sobreingeniería alemana, porque disparaba un proyectil ligeramente más pesado al doble del alcance máximo del NbW 35, pero pesaba casi ocho veces más que el modelo anterior.
Era un innovador diseño de retrocarga, con las ruedas fijadas a su afuste, desde donde se disparaba y no se podía desensamblar para su transporte. Reemplazó al NbW 35 en los batallones Nebelwerfer (lanzaniebla, en alemán) del Cuerpo Químico del Heer; exactamente como los estadounidenses inicialmente desplegaron sus propios morteros de 4.2 pulgadas en los batallones de morteros químicos. A partir de 1941 fue reemplazado por el lanzacohetes múltiple 15 cm Nebelwerfer 41.   

## Historial de combate
Empezaron a reemplazar a los 10 cm Nebelwerfer 35 en los batallones Nebelwerfer desde finales de 1941, siendo empleados por el Gebirgs-Werfer-Abteilung 10 (Batallón de Morteros de montaña 10) y el primer batallón del Nebel-Lehr Regiment (Regimiento de entrenamiento), además de servir en el norte de África, Finlandia y Rusia.